# 京福電気鉄道モボ301形電車

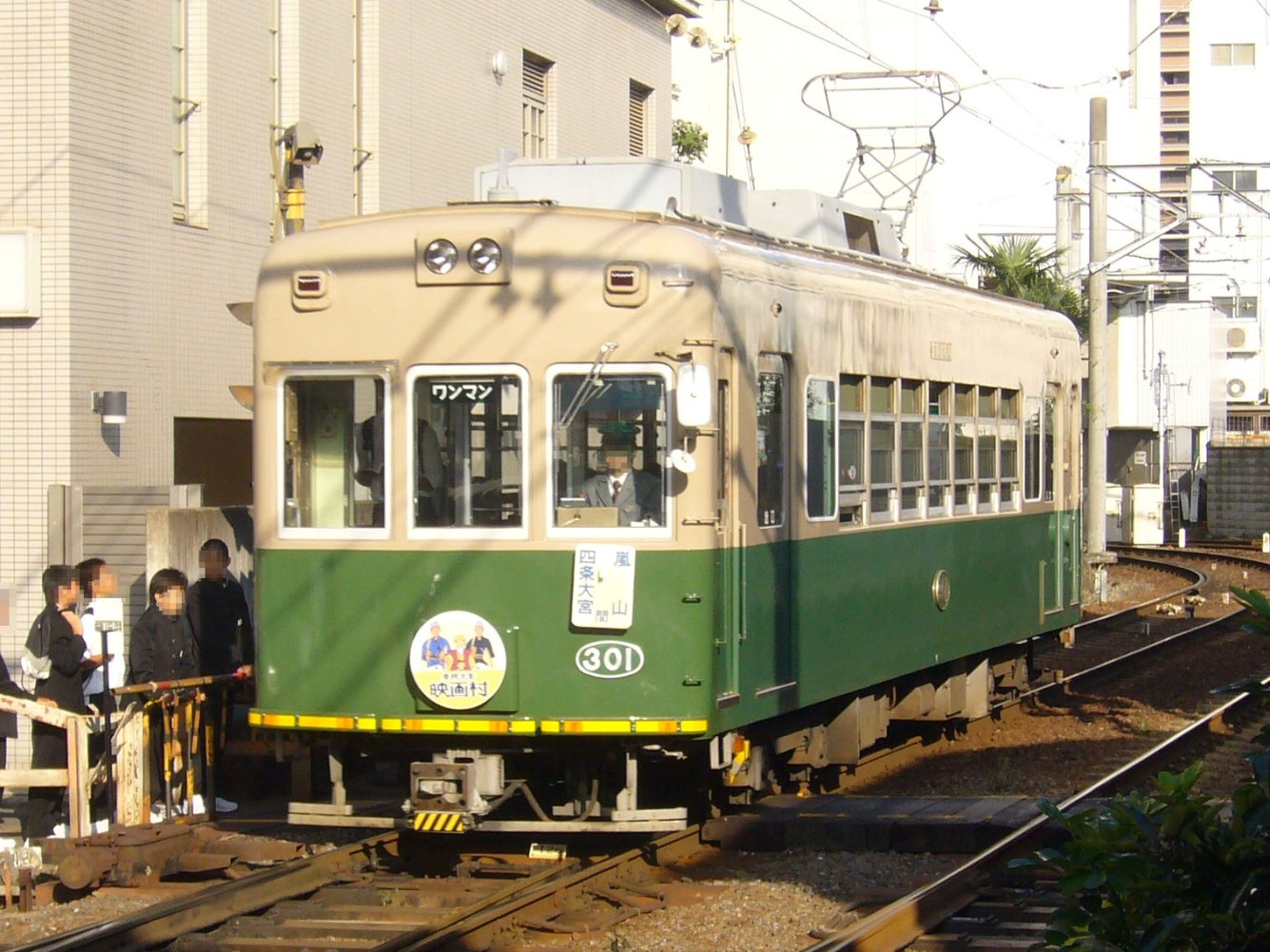
301号車

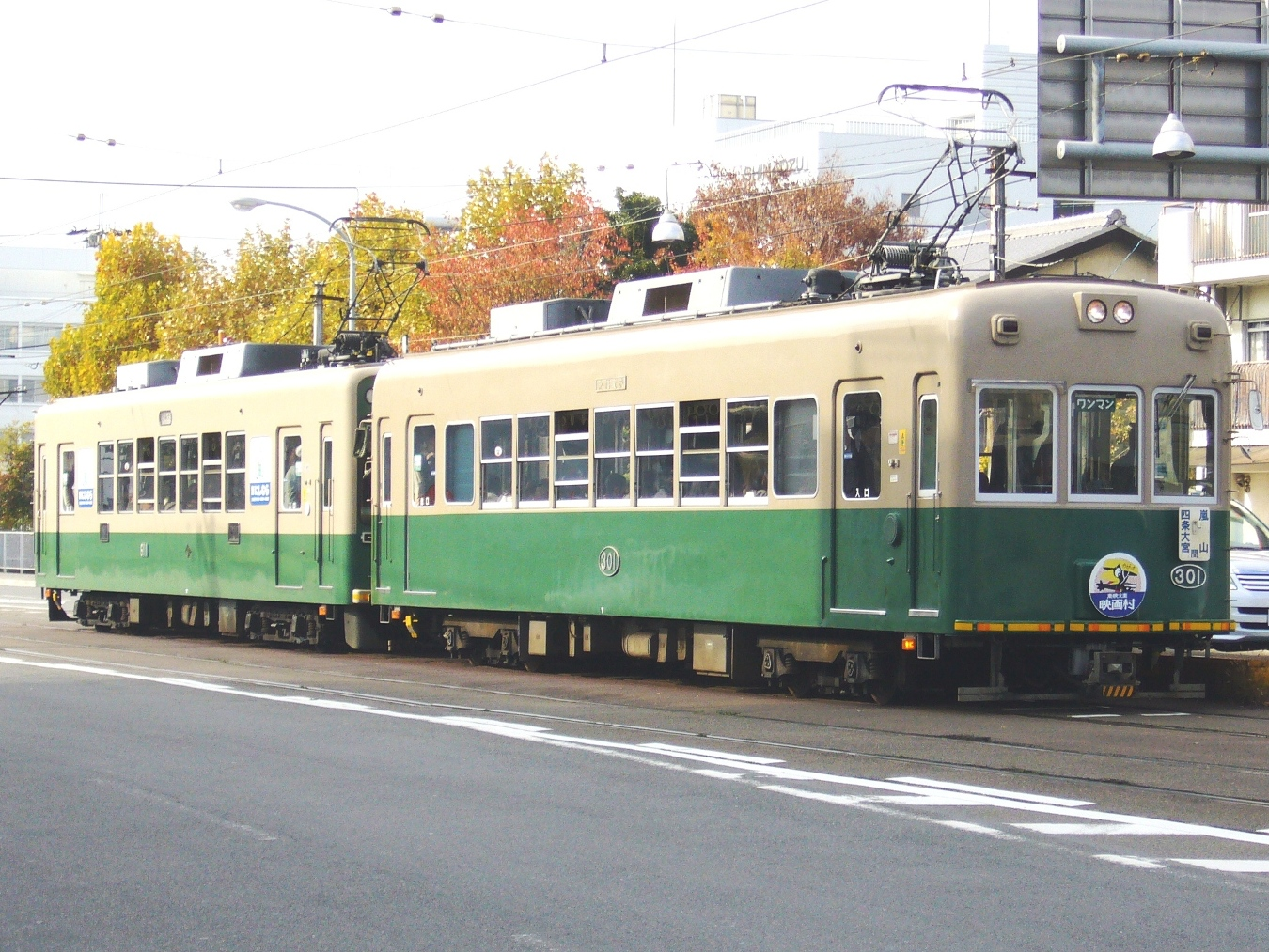
301号車と611号車の併結運転

京福電気鉄道モボ301形電車（けいふくでんきてつどうモボ301がたでんしゃ）は、京福電気鉄道に在籍している路面電車車両。

## 概要
後の京福電気鉄道（叡山線（現・叡山電鉄）・福井支社（現・えちぜん鉄道）を含む）の車両設計の元となった｢嵐電スタイル｣の車両である。1971年（昭和46年）に301・302の2両が武庫川車両工業（現・阪神車両メンテナンス）で製造された。
車体は前面非貫通型・15m級2扉の普通鋼製となっており、前面窓には3枚窓を採用し、新製時はポール集電であったためにポール操作のために開閉式の前面窓とした。前面窓上に前照灯を、上両側に標識灯を、右下に行先方向サボ受けを、右上にワンマン運転用のサイドミラーを装備している。京福電鉄の標準色であるダークアイボリーおよび前面窓下から側窓下にかけてダークグリーンのツートンで塗装されている。
車内ではロングシートを装備している。また、ワンマン運転導入に伴い、運転台後部に整理券発行機と運賃箱が設置されていたが、2002年7月1日の均一運賃制移行・スルッとKANSAI導入に伴い、整理券発行機は撤去され、運賃箱には路線バス同様のカード処理機が取り付けられている。
制御方式は電動カム軸式抵抗制御であり、主要機器類は主電動機として芝浦製SE129B（44.8kW）を2基、駆動装置は吊掛け駆動方式を採用、制御器は叡山線の中古品である芝浦製RPC51、台車は日立製KL15を履いている。また、四条大宮・北野白梅町寄りにトロリーポールが設置されている。連結器は連結運転をとりやめていた京都市電のもの（2000形・2600形で使用）を譲り受けている。

## 運用
1971年（昭和46年）に運転開始。1975年（昭和50年）に同年のポール集電廃止に伴い集電装置をZ型パンタグラフに変更した。1990年には冷房改造されている。
嵐山本線四条大宮～嵐山間に加え、北野線北野白梅町～帷子ノ辻間の全線で運用されていたが、2018年現在では、嵐山本線での朝ラッシュや繁忙期の2両編成での運用がほとんどである。
また、2000年（平成12年）に嵐山本線開業90周年を記念して、301号車がモボ101形103・105号車と共に京都嵯峨芸術大学（現・嵯峨美術大学）の学生による特別塗装が施され、｢のりよしくん｣と命名された（2002年頃に元の塗装に戻された）。
老朽化が進んだことなどから、2007年3月29日をもって2両とも運用を離脱し、廃車となる予定だった。しかし、京都市営地下鉄東西線二条駅 - 太秦天神川駅間と嵐電天神川駅の開業により乗客の増加が予想されることなどから、301号車のみ運用に復帰することとなり、車番にちなみ2008年3月1日に復活運転を行った。なお、京福は復活の理由として「鉄道ファンの皆様からの熱い復活要望」も挙げている。

## 廃車
302号車は、2007年3月29日に運用を離脱した後、西院車庫に留置されていたが、2011年3月20日に西院車庫で行われた「らんでんフェスタ」でオークションに出された。しかし、入札者が無かった為に解体され、ナンバープレート等が2012年3月25日に西院車庫で行われた「らんでんフェスタⅡ」でオークションに出された。
301号車も2024年（令和6年）度から2028年（令和10年）度までにかけて導入されるモボ1形「KYOTRAM」による代替対象となっている。

## その他
モボ301形が登場した1971年（昭和46年）当時、日本の営業路線からポール集電はほとんど姿を消し、トロリーバスを除く鉄軌道では嵐山本線・北野線と叡山本線・鞍馬線の4線のみで使用されていた。しかし、モータリゼーションにより経営が悪化したことで、合理化のため1975年（昭和50年）に嵐山本線・北野線、1978年（昭和53年）に叡山本線・鞍馬線でポール集電が廃止され、トロリーバスを除く日本の鉄軌道営業路線からポール集電が消滅した。このため、モボ301形は旅客用車両としては新製時からトロリーポールを装備した日本最後の形式となっている（トロリーバスでは、1996年に立山トンネルトロリーバス8000形が作られている）。また、嵐電の車両では列車無線の呼び出し番号に車号をそのまま使用しているが、モボ301型のみモボ101型の続き番号である「107」を使用している。